# La Rivière-Saint-Sauveur
La Rivière-Saint-Sauveur er en kommune i Calvados departmentet i Basse-Normandie regionen i det nordvestlige Frankrig.

## Personligheder
Sociologen Pierre Guillaume Frédéric Le Play blev født her den 11. april 1806. Han skrev mange bøger, men den mest kendte er Les ouvriers européens et les ouvriers des deux mondes (1855)

## Eksterne kilder
- Wikimedia Commons har flere filer relateret til La Rivière-Saint-Sauveur
- La Rivière-Saint-Sauveur på hjemmesiden for l'Institut géographique national Arkiveret 4. juni 2012 hos  hos Archive.is